# Mandaru
Mandaru (accadi: 𒎙𒁕𒊒, Man-da-ru) va ser un antic rei d'Assíria. Apareix a la Llista dels reis com el sisè entre els «disset reis que vivien en tendes» dins de les Cròniques Mesopotàmiques. Mandaru va succeir a Harharu i va ser succeït per Imsu. Del seu regnat no se'n sap res.